# Джералдін Біміш
Джералдін Біміш (англ. Geraldine Beamish; 23 червня 1885 — 10 травня 1972) — колишня британська тенісистка.
Найвищим досягненням на турнірах Великого шолома був фінал в парному розряді.

## Фінали турнірів Великого шолома

### Парний розряд (1 поразка)
| Результат | Рік  | Турнір               | Покриття | Партнерка         | Суперниці                    | Рахунок  |
| --------- | ---- | -------------------- | -------- | ----------------- | ---------------------------- | -------- |
| Поразка   | 1921 | Вімблдонський турнір | Трава    | Ірен Бовдер-Пікок | Сюзанн Ленглен Елізабет Раян | 1–6, 2–6 |

## World championships finals

### Одиночний розряд (1 перемога)
| Результат | Рік  | Турнір                            | Покриття | Суперниця             | Рахунок       |
| --------- | ---- | --------------------------------- | -------- | --------------------- | ------------- |
| Перемога  | 1920 | World Covered Court Championships | Wood     | Кетлін Маккейн-Годфрі | 6–2, 5–7, 9–7 |

### Парний розряд (4–1)
| Результат | Рік  | Турнір                            | Покриття | Партнерка             | Суперниці                        | Рахунок  |
| --------- | ---- | --------------------------------- | -------- | --------------------- | -------------------------------- | -------- |
| Перемога  | 1919 | World Covered Court Championships | Wood     | Кетлін Маккейн-Годфрі | Дороті Голмен Філліс Ковелл      | 6–3, 6–4 |
| Перемога  | 1920 | World Covered Court Championships | Wood     | Кетлін Маккейн-Годфрі | Doris Craddock Ірен Бовдер-Пікок | 6–3, 7–5 |
| Поразка   | 1922 | World Hard Court Championships    | Wood     | Кетлін Маккейн-Годфрі | Сюзанн Ленглен Елізабет Раян     | 0–6, 4–6 |
| Перемога  | 1923 | World Hard Court Championships    | Ґрунт    | Кетлін Маккейн-Годфрі | Жермен Ґолдінґ Сюзанн Ленглен    | 6–2, 6–3 |
| Перемога  | 1923 | World Covered Court Championships | Wood     | Кетлін Маккейн-Годфрі | Жермен Ґолдінґ Жанн Воссар       | 6–1, 6–1 |

### Мікст (1 перемога)
| Результат | Рік  | Турнір                            | Покриття | Партнерка    | Суперниці                    | Рахунок       |
| --------- | ---- | --------------------------------- | -------- | ------------ | ---------------------------- | ------------- |
| Перемога  | 1919 | World Covered Court Championships | Wood     | Макс Декюжі  | Жермен Ґолдінґ Вільям Лоренц | 6–3, 6–3      |
| Поразка   | 1922 | World Hard Court Championships    | Ґрунт    | Джон Ґілберт | Сюзанн Ленглен Анрі Коше     | 4–6, 6–4, 0–6 |